# Mississippi Musicians Hall of Fame
De Mississippi Musicians Hall of Fame (MMHF) is sinds 1996 een eerbetoon aan musici en personen uit de muziek uit de Amerikaanse staat Mississippi. De MMHF bevindt zich samen met een museum en het Music Heritage Restaurant op het Jackson-Evers International Airport in de hoofdstad Jackson en wordt jaarlijks door rond 60.000 bezoekers aangedaan. De slogan die gevoerd is, is Mississippi, Birthplace of America’s Music.

## Hall of Fame
| Jaar | lid                                                  | muziekstijl                   |
| ---- | ---------------------------------------------------- | ----------------------------- |
| 2012 | Charlie Musselwhite                                  | blues                         |
| 2012 | Hubert Sumlin                                        | blues                         |
| 2012 | Vasti Jackson                                        | blues                         |
| n/b  | Willie Dixon                                         | blues                         |
| n/b  | Robert Johnson                                       | blues                         |
| n/b  | B.B. King                                            | blues                         |
| n/b  | Charley Patton                                       | blues                         |
| n/b  | Muddy Waters                                         | blues                         |
| n/b  | Howlin Wolf                                          | blues                         |
| n/b  | Sonny Boy Williamson II                              | blues                         |
| n/b  | Pinetop Perkins                                      | blues                         |
| n/b  | Mississippi John Hurt                                | blues                         |
| n/b  | Tommy Johnson                                        | blues                         |
| n/b  | Honey Boy Edwards                                    | blues                         |
| n/b  | Joseph Lee (Big Joe) Williams                        | blues                         |
| n/b  | Elmore James                                         | blues                         |
| 2012 | James Sclater                                        | klassieke muziek              |
| n/b  | John Alexander                                       | klassieke muziek              |
| n/b  | Ruby Pearl Elzy                                      | klassieke muziek              |
| n/b  | Elizabeth Taylor Greenfield                          | klassieke muziek              |
| n/b  | Samuel Jones                                         | klassieke muziek              |
| n/b  | Willard Palmer                                       | klassieke muziek              |
| n/b  | Leontyne Price                                       | klassieke muziek              |
| n/b  | William Grant Still                                  | klassieke muziek              |
| n/b  | Walter Turnbull                                      | klassieke muziek              |
| n/b  | Milton Bryon Babbitt                                 | klassieke muziek              |
| n/b  | William Brown                                        | klassieke muziek              |
| n/b  | Steve Rouse                                          | klassieke muziek              |
| 2012 | Fred Knoblock                                        | countrymuziek                 |
| n/b  | Hank Cochran                                         | countrymuziek                 |
| n/b  | Faith Hill                                           | countrymuziek                 |
| n/b  | Elsie McWilliams                                     | countrymuziek                 |
| n/b  | Ben Peters                                           | countrymuziek                 |
| n/b  | Charley Pride                                        | countrymuziek                 |
| n/b  | Jimmie Rodgers                                       | countrymuziek                 |
| n/b  | Conway Twitty                                        | countrymuziek                 |
| n/b  | Tammy Wynette                                        | countrymuziek                 |
| n/b  | Mississippi Sheiks                                   | countrymuziek                 |
| n/b  | O. B. McClinton                                      | countrymuziek                 |
| n/b  | Carl Jackson                                         | countrymuziek                 |
| n/b  | Charlie Feathers                                     | countrymuziek                 |
| n/b  | Bobbie Gentry                                        | countrymuziek                 |
| n/b  | LeAnn Rimes                                          | countrymuziek                 |
| n/b  | Mickey Gilley                                        | countrymuziek                 |
| n/b  | James Blackwood / Blackwood Bros.                    | gospelmuziek                  |
| n/b  | Canton Spirituals                                    | gospelmuziek                  |
| n/b  | Jackson Southernaires                                | gospelmuziek                  |
| n/b  | Mississippi Mass Choir / Frank Williams              | gospelmuziek                  |
| n/b  | Pop Staples / The Staple Singers                     | gospelmuziek                  |
| n/b  | C. L. Franklin                                       | gospelmuziek                  |
| n/b  | Blind Boys of Mississippi                            | gospelmuziek                  |
| n/b  | Williams Brothers                                    | gospelmuziek                  |
| n/b  | Cleophus Robinson                                    | gospelmuziek                  |
| n/b  | James Owens                                          | gospelmuziek                  |
| n/b  | Southern Sons                                        | gospelmuziek                  |
| n/b  | Pilgrim Jubilees                                     | gospelmuziek                  |
| 2012 | Brew Moore                                           | jazzmuziek                    |
| n/b  | Mose Allison                                         | jazzmuziek                    |
| n/b  | Milt Hinton                                          | jazzmuziek                    |
| n/b  | Jimmie Lunceford                                     | jazzmuziek                    |
| n/b  | Cassandra Wilson                                     | jazzmuziek                    |
| n/b  | Gerald Stanley Wilson                                | jazzmuziek                    |
| n/b  | Lester Young                                         | jazzmuziek                    |
| n/b  | Teddy Edwards                                        | jazzmuziek                    |
| n/b  | International Sweethearts of Rhythm                  | jazzmuziek                    |
| n/b  | Hank Jones                                           | jazzmuziek                    |
| n/b  | Freddie Waits                                        | jazzmuziek                    |
| n/b  | Tom Malone                                           | jazzmuziek                    |
| n/b  | William Fielder                                      | jazzmuziek                    |
| n/b  | Dardanelle Hadley                                    | jazzmuziek                    |
| n/b  | Marty Stuart                                         | multi-talent                  |
| n/b  | Lance Bass                                           | popmuziek                     |
| n/b  | Guy Hovis                                            | popmuziek                     |
| n/b  | Van Dyke Parks                                       | popmuziek                     |
| n/b  | Nanette Workman                                      | popmuziek                     |
| n/b  | Paul Davis                                           | popmuziek                     |
| n/b  | Keith Carlock                                        | popmuziek                     |
| n/b  | Blackberry Records                                   | productie, opname en promotie |
| n/b  | Delta Records/Jimmie Ammons                          | productie, opname en promotie |
| n/b  | Johnny Vincent (John Imbragulio)                     | productie, opname en promotie |
| n/b  | Malaco Records                                       | productie, opname en promotie |
| n/b  | Willard and Lillian McMurry                          | productie, opname en promotie |
| n/b  | Peavey Electronics/ Hartley Peavey                   | productie, opname en promotie |
| n/b  | H. C. Speir                                          | productie, opname en promotie |
| n/b  | Marty Gamblin                                        | productie, opname en promotie |
| n/b  | Benjamin Wright                                      | productie, opname en promotie |
| n/b  | Jim Dickinson                                        | productie, opname en promotie |
| n/b  | David Banner                                         | rap                           |
| 2012 | Andy Anderson and the Rolling Stones                 | rock-'n-roll                  |
| 2012 | Fingers Taylor                                       | rock-'n-roll                  |
| n/b  | Jimmy Buffett                                        | rock-'n-roll                  |
| n/b  | Jerry Lee Lewis                                      | rock-'n-roll                  |
| n/b  | Elvis Presley                                        | rock-'n-roll                  |
| n/b  | Ike Turner                                           | rock-'n-roll                  |
| n/b  | Mary Wilson                                          | rock-'n-roll                  |
| n/b  | Jackie Brenston                                      | rock-'n-roll                  |
| n/b  | Warren Smith                                         | rock-'n-roll                  |
| n/b  | Steve Forbert                                        | rock-'n-roll                  |
| n/b  | Blind Roosevelt Graves and the Mississippi Jook Band | rock-'n-roll                  |
| n/b  | Ace Cannon                                           | rock-'n-roll                  |
| n/b  | Delaney Bramlett                                     | rock-'n-roll                  |
| n/b  | Webb Wilder                                          | rock-'n-roll                  |
| 2012 | Joe Campbell                                         | rhythm-and-blues              |
| 2012 | Bobby Rush                                           | rhythm-and-blues              |
| n/b  | Little Milton Campbell                               | rhythm-and-blues              |
| n/b  | Sam Cooke                                            | rhythm-and-blues              |
| n/b  | Bo Diddley                                           | rhythm-and-blues              |
| n/b  | John Lee Hooker                                      | rhythm-and-blues              |
| n/b  | Dorothy Moore                                        | rhythm-and-blues              |
| n/b  | Davis Ruffin                                         | rhythm-and-blues              |
| n/b  | Jerry Butler                                         | rhythm-and-blues              |
| n/b  | Prentiss Barnes                                      | rhythm-and-blues              |
| n/b  | Junior Parker                                        | rhythm-and-blues              |
| n/b  | Jimmy Reed                                           | rhythm-and-blues              |
| n/b  | Rufus Thomas                                         | rhythm-and-blues              |
| n/b  | Tyrone Davis                                         | rhythm-and-blues              |
| 2012 | Eddie Hodges                                         | theater, broadwayshow en film |
| n/b  | Glen Ballard                                         | theater, broadwayshow en film |
| n/b  | Dee Barton                                           | theater, broadwayshow en film |
| n/b  | Olu Dara                                             | theater, broadwayshow en film |
| n/b  | Lehman Engel                                         | theater, broadwayshow en film |
| n/b  | Mundell Lowe                                         | theater, broadwayshow en film |
| n/b  | Mary Ann Mobley                                      | theater, broadwayshow en film |
| n/b  | Lloyd Wells                                          | theater, broadwayshow en film |
| 2012 | William Alexander Attaway                            | songwriting                   |
| 2012 | Craig Wiseman                                        | songwriting                   |
| 2012 | Tommy Tate                                           | songwriting                   |
| n/b  | Jim Weatherly                                        | songwriting                   |
| n/b  | Mac McAnally                                         | songwriting                   |
| n/b  | Clyde Otis                                           | songwriting                   |
| n/b  | Paul Overstreet                                      | songwriting                   |
| n/b  | Skeets McWilliams                                    | speciale opname               |
| n/b  | Bob Pittman                                          | speciale opname               |
| n/b  | Gayle Dean Wardlow                                   | speciale opname               |